# Kienruß

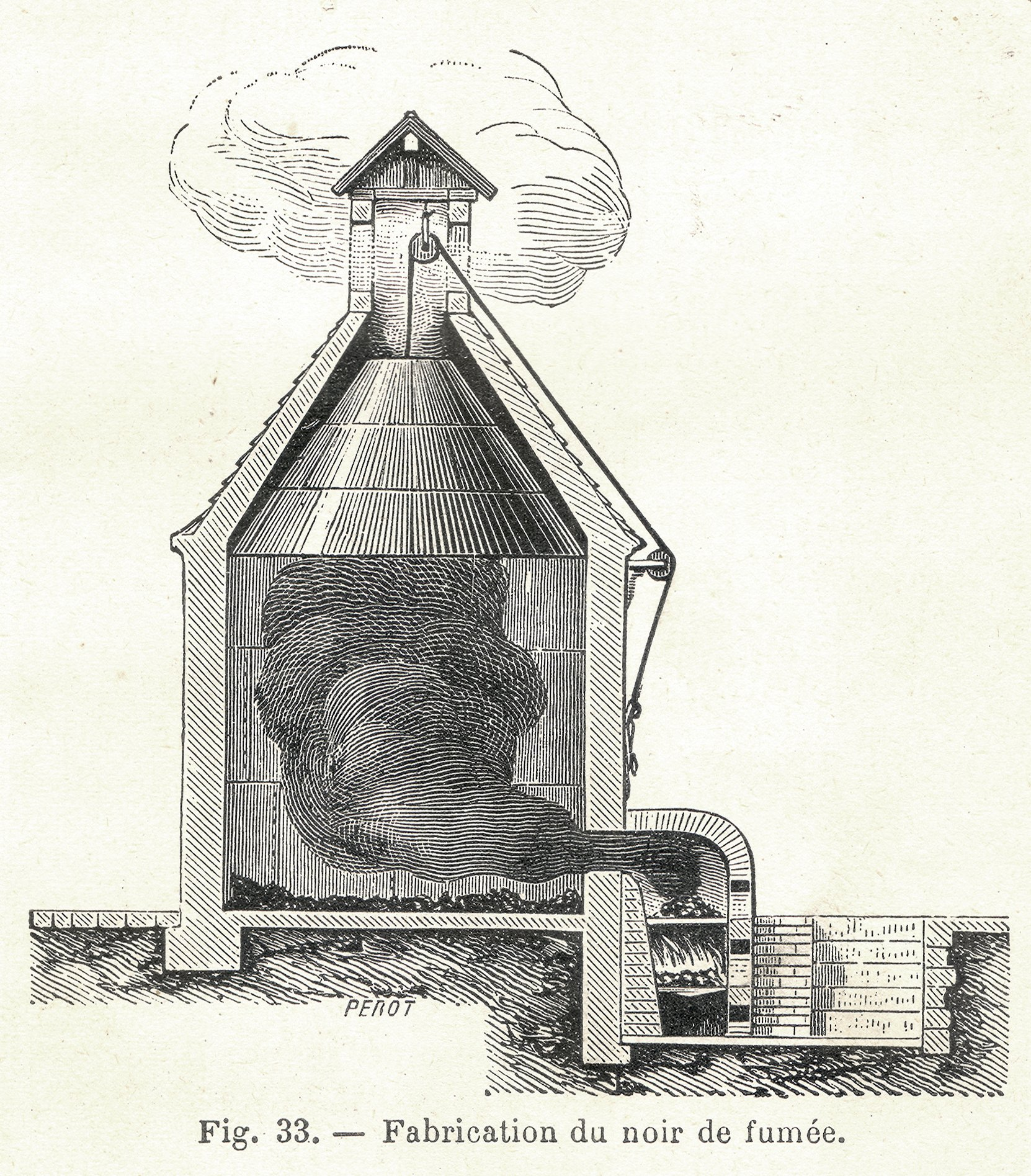
Herstellung von Kienruß um 1900

Der Kienruß war in früherer Zeit ein Mittel zum Schwärzen.

## Beschreibung
Der Kienruß diente als schwarzes Farbmittel für Buch-, Stein- und Kupferdruckfarben, mit Schweineschmalz vermischt als Schuhwichse und als Farbzusatz bei Leinfarben. Weil er auch als Grundstoff zum Abdichtungsmaterial von Schiffsrümpfen diente, waren Hauptabnehmer der deutschen, insbesondere der thüringischen Kienrußbrenner Großbritannien und die Niederlande (Siehe auch Abschnitt über die Geschichte Crawinkels).
Als Vorprodukt verarbeiteten die Teerschweler in Meilern harzreiche Nadelhölzer in Form von Kienspänen. Das Holz wurde unter schwacher Luftzufuhr schwelend verbrannt und der Rauch in die kegelartige Rußkammer geleitet, wo sich der Ruß an den Wänden aus Metall, Leinen oder Wollstoff absetzte. Das verkohlte Holz wurde als Holzkohle verkauft. Er besteht hauptsächlich aus Kohlenstoff sowie einer nicht geringen Menge an schwer zersetzbaren Kohlenwasserstoffen.